# هدف نهایی
هدف نهایی (به انگلیسی: The Quest) یک فیلم سینمایی آمریکایی در ژانر رزمی به کارگردانی و بازیگری ژان کلود ون دم، نویسندگی استیون کلین و پل مونز و تهیه‌کنندگی موشه دیامانت و پیتر مک‌دونالد محصول سال ۱۹۹۶ میلادی است.
این فیلم در ۱۹ آوریل ۱۹۹۶ در ترکیه به نمایش درآمد و در ۲۶ آوریل ۱۹۹۶ در ایالات متحده منتشر شد. این آخرین قرارداد پنج تصویری بین ون دام و یونیورسال بود، و این بازیگر به کار خود در کلمبیا ادامه داد. این فیلم که به عنوان یک فیلم رزمی تمام عیار ون دم معرفی شد، توسعه پیچیده‌ای داشت و موضوع شکایات متعددی از سوی دوست سابق ون دام، فرانک دوکس بود. دومی موفق به دریافت اعتبار داستانی از انجمن نویسندگان آمریکا شد، اما نتوانست در دادگاه ثابت کند که کمک‌هایش به‌طور نادرست جبران شده است. این فیلم، اگرچه در داخل باکس آفیس کمتر موفق شد، اما در سطح بین‌المللی بهتر عمل کرد و یک موفقیت تجاری بود.

## خلاصه داستان
فیلم در سال ۱۹۲۵ روایت می‌شود، دزد نیویورکی کریس دوبویس (ون دام) را دنبال می‌کند که توسط لرد ادگار داب (راجر مور) به بردگی فروخته می‌شود و پس از آموزش موای تای در تایلند، برای بازگرداندن آزادی خود وارد یک تورنمنت هنرهای رزمی اجدادی در تبت می‌شود.

## بازیگران
- ژان کلود ون دم درنقش کریستوفر دوبوسی
- راجر مور درنقش لرد ادگار دابس
- جیمز رمار درنقش ماکسی دیوین
- جنت گان درنقش کری نیوتن
- جک مک‌گی درنقش هری اسمیته
- آکی الئونگ درنقش خائو
- عبدل قیسی در نقش خان (جنگنده مغول)
- لوئیس ماندیلور درنقش ریگی
- چانگ چینگ پنگ چاپلین درنقش استاد تاچی
- رایان کاترونا درنقش افسر اوکیه
- پیتر وونگ درنقش جنگنده چینی
- کوجی کیتائو درنقش جنگنده ژاپنی

## ساخت
فیلمبرداری اصلی بین اوایل مارس و اواسط می ۱۹۹۵ در تایلند انجام شد. صحنه‌های حواشی فیلم که در اواسط ژوئن ۱۹۹۵ طی چهار روز در کانادا فیلمبرداری شد.
ون دام این پروژه را به عنوان خداحافظی خود با ژانری ارائه کرد که او را از طریق فیلم‌هایی مانند رینگ خونین و شیردل به شهرت رساند، و هدف آن آمیختن مفهوم مسابقات مخفی قبلی با مجموعه فیلم‌های ماجراجویی کلاسیک بود. در موارد متعددی، ون دام مشتاق از این فیلم به عنوان «بن هور فیلم‌های هنرهای رزمی» یاد کرد، که اشاره‌ای به رکورد اسکار آن بود. الهام‌بخش دیگر کمیک بلژیکی معروف ماجراهای تن‌تن بود. عنوان جدید همچنین مزیت عدم تقسیم سود را با تولیدکننده فیلم رینگ خونین مارک دیسال نشان می‌دهد.

## بازخوردها
- در وب‌سایت جمع‌آوری نقد راتن تومیتوز، این فیلم بر اساس رای ۲۱ نقد ۱۴ درصد تأیید و میانگین امتیاز ۳٫۷ از ۱۰ را دارد.[۱۱]
- این فیلم به دلیل ارزش‌های تولید و فضای قدیمی هالیوود مورد تحسین قرار گرفت، اما به دلیل داستان معمولی و سکانس‌های هنرهای رزمی تکراری‌اش با انتقاد مواجه شد.
- تماشاگران شرکت‌کننده در نظرسنجی سینماسکور به فیلم نمره متوسط «B» را در مقیاس A+ تا F دادند.[۱۲]